# Eva Hanicová
Eva Hanicová (* 23. Mai 2004) ist eine ehemalige slowakische Snowboarderin, die sich sowohl auf Slopestyle als auch auf Big Air spezialisiert hatte.

## Karriere
Im Alter von neun Jahren zog Hanicová mit ihrer Familie nach Liptovský Mikuláš, wo sie mit dem Snowboarden begann.
Am 23. November 2017 startete Eva Hanicová im Alter von 13 Jahren erstmals bei einem Slopestyle-Wettbewerb im Europacup und beendete den Wettbewerb in der niederländischen Gemeinde Landgraaf auf dem neunten Platz. Am 13. Januar 2018 ging sie vor heimischen Publikum beim Slopestyle-Wettbewerb in Jasná an den Start. Hinter der deutschen Annika Morgan belegte sie den zweiten Platz und stand damit erstmals auf dem Podium im Europacup. Einen Tag später belegte sie beim zweiten Slopestyle-Wettbewerb in Jasná den vierten Platz. Zum Abschluss der Saison 2017/18 belegte sie am 10. März 2018 beim Slopestyle-Wettbewerb in der tschechischen Gemeinde Pec pod Sněžkou den fünfzehnten Platz.
In der darauffolgenden Saison 2018/19 konnte Eva Hanicová erneut Podestplätze erreichen. In Jasná konnte sie am 18. und 19. März 2019 jeweils hinter der Französin Lucie Silvestre den zweiten Platz belegen. Am Ende der Saison nahm sie zudem an der Snowboard-Juniorenweltmeisterschaften 2019 teil. Am 9. April 2019 startete sie im Slopestyle-Wettbewerb und beendete ihn auf dem 31. Platz. Vier Tage später trat sie beim Big Air-Wettbewerb an, wo sie den 29. Platz belegte. In der Saison 2019/20 durfte Hanicová die Slowakei bei den Olympischen Jugend-Winterspielen 2020 in Lausanne vertreten. Bei den Snowboard-Wettbewerben, die in der Schweizer Gemeinde Leysin stattfanden, ging sie sowohl im Slopestyle- als auch im Big Air-Wettbewerb an den Start. In beiden Wettbewerben schied sie bereits in der Qualifikation aus und belegte den 13. (Slopestyle) und 20. Platz (Big Air).
Zum Abschluss der Saison 2019/20 nahm sie im polnischen Skigebiet Kotelnica erstmals an einem Big Air-Wettbewerb im Europacup teil. Bei dem Wettbewerb am 15. Februar 2020 belegte sie den vierten Platz. In der Saison 2020/21 ging sie zum zweiten Mal in ihrer Karriere bei einer Snowboard-Juniorenweltmeisterschaft an den Start. Bei der Snowboard-Juniorenmeisterschaft 2021, die in der russischen Stadt Krasnojarsk ausgetragen wurde, ging sie im Slopestyle-Wettbewerb an den Start. Sie belegte dabei den zwölften Platz. Dies war ihr bisher letzter Wettbewerb.